# 新潟通信機
新潟通信機株式会社（にいがたつうしんき）は、新潟市中央区に本社を置く通信機器製造企業である。
無線機メーカーの為、新潟無線（にいがたむせん）、新潟通信（にいがたつうしん）といった俗称で呼ばれることも多い。
主にタクシー無線や消防無線、模擬運転装置など自動車学校用機器の製造・開発・販売を行っている。
過去にはヨーロッパ、中東等海外への輸出や、アマチュア無線機器の製造も行っていた。
また、田上自動車学校及び駐車場の運営なども行っている。

## 主力製品・事業
- 業務用デジタル無線機（一般、タクシー、簡易、防災、行政、消防向け）
- タクシー配車システム
- 消防通信指令システム
- 業務用IP無線機(NTKIP等)
- MCA無線　（eマイク NT-emic-01、eポータブル電池　NT-eprt-03など）
- バスロケーションシステム
- ゴルフ場無線システム

### 自動車教習所向け
- 模擬運転装置（自動車学校向け）（別名：トレーチャー）
- 運転適性診断装置（自動車学校、警察、輸送会社、保険会社向け）
- 教習原簿検索機
- 二輪・四輪無線教習装置

## 主要関係会社
- 田上自動車学校
- 日本ロードサービス株式会社
- 株式会社エクサネットHAL
- 株式会社綜合リースセンター

## 沿革
トヨタ自動車系ディーラーの新潟トヨタで、車載用の真空管式拡声装置を開発していた部門を、分離して、1960年に新潟市上大川前通に設立、工場を礎町通におく。
- 1960年（昭和35年） 新潟市上大川前通に新潟通信機株式会社を設立、工場を礎町通におく
- 1962年（昭和37年） 新潟市関屋に本社工場を移転。長岡営業所開設。長野営業所開設
- 1963年（昭和38年） 仙台営業所開設（現仙台支店）
- 1964年（昭和39年） 新潟市上所島に本社工場を建設し移転。秋田営業所開設。金沢営業所開設
- 1965年（昭和40年） 東京営業所開設（現東京支店）
- 1966年（昭和41年） 大阪営業所開設（現大阪支店）。八戸営業所開設
- 1968年（昭和43年） 青森営業所開設。新潟市上所島に新本社工場を建設し移転
- 1969年（昭和44年） 新潟県南蒲原郡田上町に田上自動車学校を経営。名古屋営業所開設。広島営業所開設
- 1970年（昭和45年） 福岡営業所開設（現福岡支店）
- 1971年（昭和46年） 札幌営業所開設（現札幌支店）。新潟市上所島に関連会社、株式会社綜合リースセンター設立
- 1973年（昭和48年） 松山営業所開設（現四国営業所）。日本ロードサービス株式会社を経営
- 1974年（昭和49年） 千葉営業所開設
- 1976年（昭和51年） 新潟市万代に駐車場(NTK万代パーキング)開設
- 1978年（昭和53年） 静岡営業所開設
- 1990年（平成2年） 京都営業所開設
- 1992年（平成4年） 本社敷地内に技術部、製造部を統合した技術棟を建設
- 1993年（平成5年） 田上自動車学校内に合宿寮「バンビィⅠ」を建設
- 1996年（平成8年） 田上自動車学校内に合宿寮「バンビィⅡ」を建設。新潟県経済振興賞を受賞
- 2002年（平成14年） 日本ロードサービス株式会社の事務所を新築
- 2008年（平成20年） ISO9001認証取得(JQA),ISO14001認証取得(JQA)
- 2016年（平成28年）NTKIP発売開始（NTT DOCOMO通信網を利用した業務用向けIP無線機）

## 支店、営業所一覧
計：全国14拠点
1. 札幌支店
2. 北東北営業所（旧秋田）
3. 仙台支店
4. 東京支店
5. 静岡営業所
6. 新潟営業所
7. 長野営業所
8. 金沢営業所
9. 名古屋営業所
10. 京都営業所
11. 大阪支店
12. 広島営業所
13. 四国営業所
14. 福岡支店